# Velits Dezső
Lászlófalvi Velits Dezső (Kolozsvár, 1860. április 28. – Pozsony, 1921. február 7.) orvos, szülész-nőgyógyász, kórházigazgató, egyetemi tanár.

## Életpályája
1885-ben diplomázott a budapesti egyetem orvoskarán; a szülészeten Semmelweis Ignác tanítványa volt. 1885–1890 között Tauffer Vilmos tanársegéde volt a szülészeti klinikán. 1890–1914 között a pozsonyi bábaképző igazgató-tanára volt. 1891-ben Pozsony város támogatásával szülészeti poliklinikát szervezett, ahol Semmelweis Ignác tanait próbálta valóra váltani. 1910–1918 között a Pozsonyi Állami Kórház igazgatója volt. 1914-től a pozsonyi Erzsébet Tudományegyetemen a szülészet és nőgyógyászat nyilvános rendes tanára volt. 1918-ban az impériumváltás után a csehszlovák hatóságok leváltották tisztségeiből.
Szakcikkei jelent meg hazai és külföldi folyóiratokban és gyűjteményes művekben.

## Művei
- A szénsav és éleny hatása az emlős-szív működésére (Kolozsvár, 1882)
- A pozsonyi magyar királyi bábaképezde 1873–1895 között (Pozsony, 1896)
- Az ovariotomia eredményeiről (Budapest, 1906)
- A máj- és vese-echinococcus a nőgyógyászat körében (Budapest, 1906)
- Védekezés háború idején a fertőző betegségek ellen (Pozsony, 1915)